# Élodie Embony
Élodie Vanessa Embony (22 ottobre 1987) è una velocista malgascia.
Attiva nelle gare di velocità soprattutto in ambito regionale, nel 2016 Embony ha preso parte ai Mondiali indoor di Portland nei 60 metri piani.

## Palmarès
| Anno | Manifestazione                         | Sede        | Evento      | Risultato  | Prestazione | Note |
| ---- | -------------------------------------- | ----------- | ----------- | ---------- | ----------- | ---- |
| 2011 | Giochi panafricani                     | Maputo      | 200 m piani | Batteria   | 25"94       |      |
| 2014 | Campionati africani                    | Marrakech   | 100 m piani | Semifinale | 12"32       |      |
| 2015 | Giochi delle isole dell'Oceano Indiano | Saint-Denis | 100 m piani | Oro        | 11"76       |      |
| 2015 | Giochi delle isole dell'Oceano Indiano | Saint-Denis | 200 m piani | Oro        | 24"34       |      |
| 2015 | Giochi delle isole dell'Oceano Indiano | Saint-Denis | 4×100 m     | Bronzo     | 46"17       |      |
| 2015 | Giochi delle isole dell'Oceano Indiano | Saint-Denis | 4×400 m     | Oro        | 3'43"16     |      |
| 2015 | Giochi panafricani                     | Brazzaville | 100 m piani | Semifinale | 11"94       |      |
| 2015 | Giochi panafricani                     | Brazzaville | 200 m piani | Semifinale | 24"37       |      |
| 2016 | Mondiali indoor                        | Portland    | 60 m piani  | Batteria   | 7"65        |      |
| 2019 | Giochi panafricani                     | Rabat       | 200 m piani | Batteria   | 24"30       |      |
| 2019 | Giochi panafricani                     | Rabat       | 4×100 m     | 5º         | 46"02       |      |